# Mobitex
Mobitex est une norme de réseaux de transmissions de données par radio, dans la bande de fréquence UHF (450 MHz), lancé à la fin des années 1980 en Suède, puis dans une trentaine de pays.
Le protocole, propriétaire, exige une bande passante de 12 500 Hz, utilise la modulation GMSK, et permet d'atteindre un débit de 8 000 bauds. Il était notamment utilisé au Royaume-Uni par le dépannage de véhicules, mais dans d'autres pays par la police ou des ambulances.
Bien qu'il ait été progressivement détrôné en Europe par le GSM et les réseaux Tetra, il gardait pour lui l'atout d'un plus faible coût de gestion de réseau, et d'une portée plus grande.
Le réseau Mobitex suédois a été arrêté fin 2012.